# Карагай (Акжаїцький район)
Карага́й (каз. Қарағай) — село у складі Акжаїцького району Західноказахстанської області Казахстану. Входить до складу Алгабаського сільського округу.
Населення — 102 особи (2021; 291 у 2009, 381 у 1999, 412 у 1989).